# Ligne d'accès à l'aéroport de Haneda
 (juillet 2025).
La Ligne d'accès à l'aéroport d'Haneda ou ligne Higashiyamate (noms non officiels)  est une future ligne ferroviaire de la compagnie JR East au Japon. Elle reliera les zones autour de la gare de Tamachi sur la Ligne principale Tōkaidō,de la Gare d'Ōimachi et de la gare de Tokyo Teleport sur la ligne Tokyo Waterfront Area Rapid Transit avec l'aéroport international de Tokyo ( aéroport de Haneda ).
Le coût total du projet a été estimé à 320 milliards de yens en 2014  et à 380 milliards de yens en 2020 , et devrait prendre environ 10 ans pour être achevée. Étant donné que la construction de la nouvelle gare de l'aéroport de Haneda et les connexions aux lignes existantes devraient être complexes et difficiles , il avait été proposé (en 2014) de la réduire les zones complexes en réutilisant les installations existantes au maximum pour le tracé, et d'installer une gare temporaire sur l'île de l'aéroport et de la relier au terminal par bus , mais en 2015, l'idée d'ouverture provisoire a été abandonnée .En 2019 on a estimé que les procédures d'évaluation environnementale pour la route Higashiyamate et la nouvelle ligne d'accès commenceraient en mai ou juin, seraient achevées sur environ trois ans et que la construction prendrait environ sept ans, avec pour objectif une ouverture dès l'exercice 2029. Toutefois, le 4 avril 2023 , la date d’ouverture cible a été modifiée de l’exercice 2029 à l’exercice 2031 .
La charge quotidienne prévue de passagers sera de 78 000 pax, avec un trafic aux heures de pointe estimé d'environ 21 000, contre 11 000 sur l'actuelle ligne de monorail de l'aéroport de Tokyo Haneda et 14 000 sur la ligne de l'aéroport  de Keikyū.Le temps de trajet estimé de la gare de Tokyo à l'aéroport de Haneda est d'environ 18 minutes .

## Itinéraire prévu
La JR East construira une gare appelée « Haneda Airport New Station (nom provisoire) » entre le Terminal 1 et le Terminal 2 de l'aéroport de Haneda. Elle construira également une « nouvelle ligne d'accès » d'environ 5,0 kilomètres ,souterraine/sous marine, depuis la nouvelle gare jusqu'aux environs du terminal de fret de Tōkyō. Le projet englobe de construire trois lignes d'interconnexion à partir de la zone de fret, en utilisant certaines des lignes existantes : la « Higashiyamate Route » jusqu'aux environs de la gare de Tamachi, la « Nishiyamate Route » jusqu'à la Gare d'Ōimachi et la « Waterfront Route » jusqu'à la station Tokyo Teleport . Elle prévoit également d'étendre la nouvelle ligne jusqu'à la gare de l'aéroport de Haneda Terminal 3 à l'avenir  .

Plan du reseau,la ligne bleue représente la section prévue en tunnel

Un tunnel à double voie de 4,2 km de long sera construit de la gare de fret de Tokyo à la nouvelle gare de l'aéroport de Haneda. Le plan initial était de construire un puits vertical à Keihinjima , mais le tunnel a été modifiée d'un bi-tube à un mono-tube.
La demande de licence d'exploitation ferroviaire soumise par la JR East et les documents du Bureau régional des transports de Kanto indiquent que la section en tunnel entre le terminal de fret de Tokyo et la nouvelle gare de l'aéroport de Haneda (nom provisoire) est nommée  ligne Tōkaidō , avec une vitesse maximale de 110 km/h,.
La nouvelle gare de l'aéroport de Haneda sera située sous terre, entre l'autoroute Shuto et le parking n° 3 (P3, côté terminal n° 2), juste avant la gare des terminaux 1 et 2 de la ligne de l'aéroport de Haneda de Keikyu . On y accédera par un accès couvert et elle comportera un quai central et deux voies. La ligne de l'aéroport de Haneda du monorail de Tokyo croisera sous le quai de la gare.

## Travaux
Le 15 avril 2024, il a été annoncé que les plans seraient modifiés afin d'éviter les pierres du remblai de Takanawa , qui avaient été découvertes sur un site de construction proposé près de la gare de Tamachi et dont le conseil scolaire du quartier de Minato avait demandé la préservation .
Les 19 et 20 avril 2025, des travaux de construction ont été commencés pour déplacer les voies des lignes Yamanote et  Keihin-Tōhoku au nord de la gare de Tamachi (en direction de la gare de Tokyo) afin de permettre le creusement d'un tunnel passant sous le Shinkansen Tōkaidō. Le 19 avril, la boucle extérieure de la ligne Yamanote et la ligne Keihin-Tohoku ont été suspendues toute la journée, et le 20, la boucle intérieure et d'autres sections de la ligne Yamanote ont été suspendues jusqu'au matin. Ce projet de grande envergure a nécessité l'intervention de plus de 1 000 ouvriers et a touché environ 540 000 personnes. En raison de ces travaux, le viaduc de Zakoba, au nord de la gare de Tamachi, a également été fermé à la circulation toute la journée du 19 . De plus, afin de courber l'extrémité nord du quai de la gare de Tamachi pour l'adapter à la voie déplacée, des travaux préparatoires ont été effectués de nuit depuis le 24 octobre 2024, notamment le retrait des portes de quai des voitures 9 à 11 à l'arrière des trains de la boucle extérieure de la ligne Yamanote et le rehaussement de la surface de la voie de la ligne Tokaido en vue de l'excavation du tunnel.

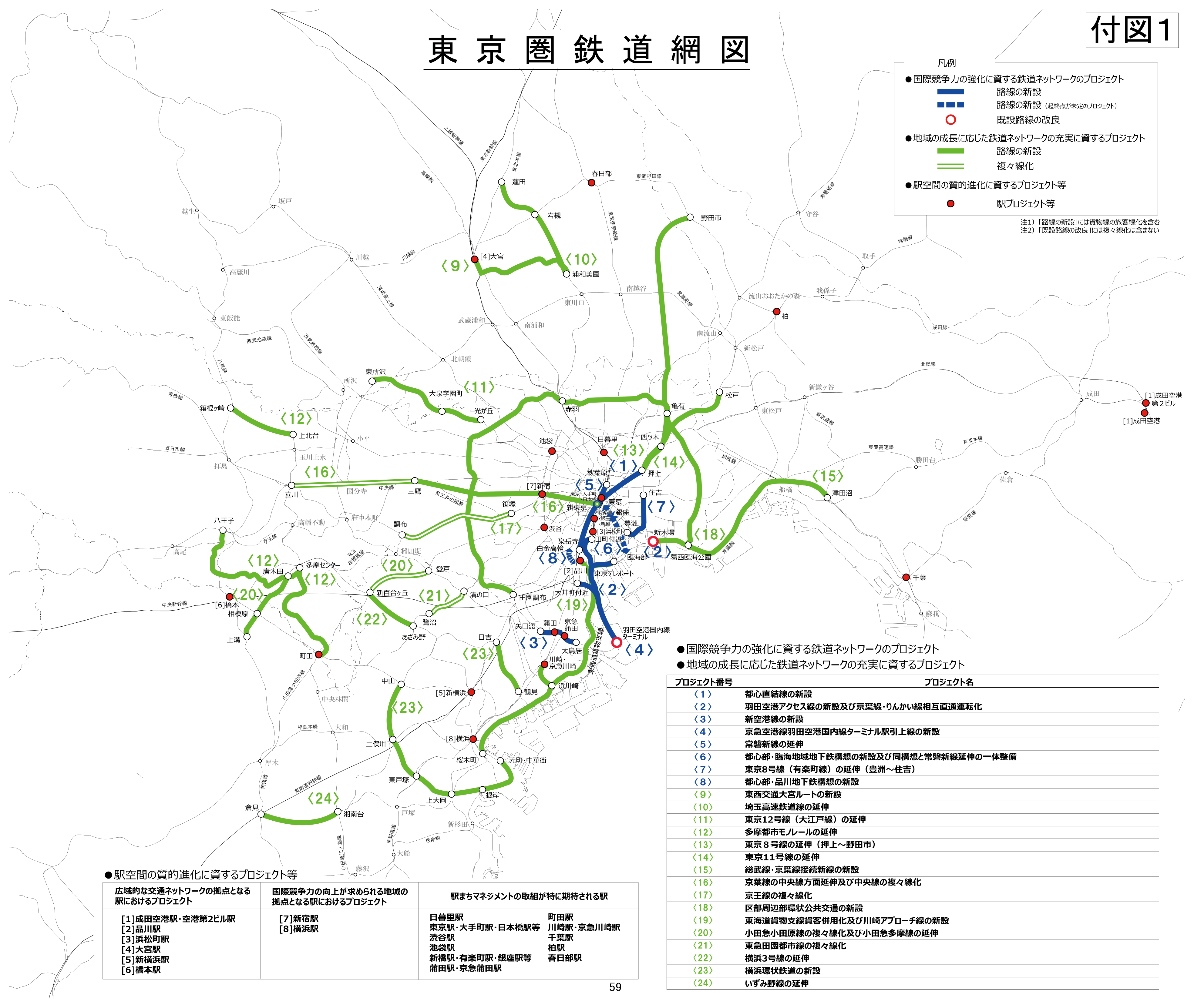
Projets futurs du plan general de transport.La ligne aeroportuaire est le numero 2

## Matériel roulant
Non connu en 2025